# Empathie

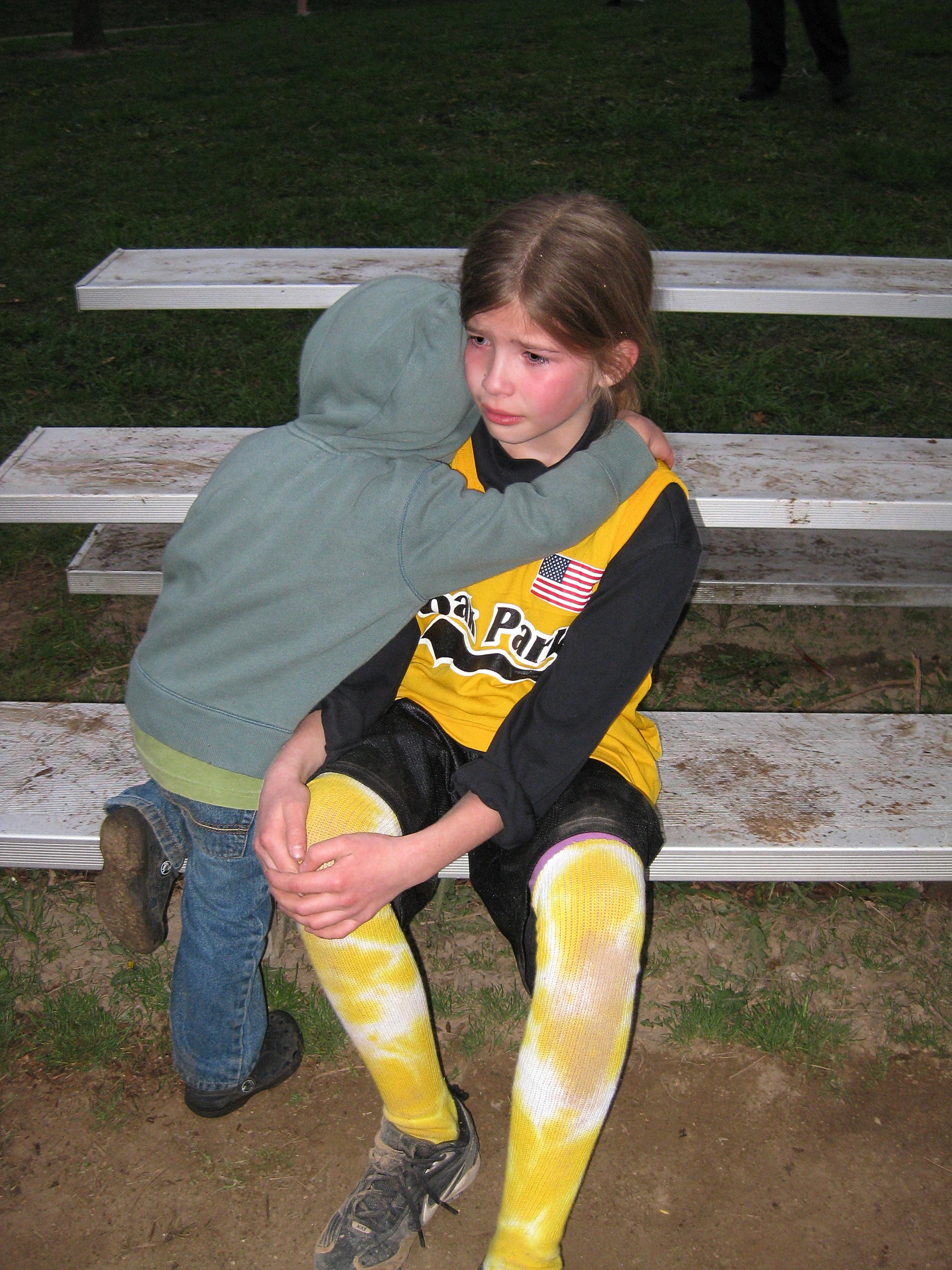
Empathie tonen door te troosten

Empathie (Grieks: ἐμπάθεια, invoelen) is inlevingsvermogen, het vermogen om zich in te leven in de situatie en gevoelens van anderen.
Zich kunnen verplaatsen in anderen draagt bij aan het kunnen begrijpen van emoties van anderen en aan communicatie. Empathie steunt ook op goed 'lezen' of verstaan van verbale en non-verbale communicatie van anderen. Empathie omvat zowel een cognitieve (het zich in een andere persoon kunnen verplaatsen) als een affectieve (bezorgdheid voor een andere persoon) component.
Empathie is niet hetzelfde als altruïsme. Een gevoel of beleving van empathie wordt automatisch opgeroepen, en kan een voedingsbodem zijn voor altruïstisch gedrag, zoals het bieden van hulp. Maar altruïsme is een keuzeproces.

## Psychologische achtergrond

### Empathie en persoonlijkheid
Empathie wordt soms gezien als een individuele vaardigheid of persoonlijkheidseigenschap die belangrijk is in de omgang met mensen. Het empathisch vermogen speelt een hoofdrol bij emotionele intelligentie.

### Empathie en ontwikkeling
Empathie is een eigenschap die ingebed is in de emotionele en cognitieve ontwikkeling van individuen. Onderzoek toont aan dat empathie zich rond de kleuterleeftijd ontwikkelt. Peuters kunnen bijvoorbeeld anderen troosten op die jonge leeftijd. Ook kunnen peuters vanaf die leeftijd spelletjes spelen waarmee ze iemand anders kunnen foppen. Deze vaardigheden vereisen dat het kind weet wat anderen geloven, zodat de peuter dit kan manipuleren.

### Gendergerelateerde empathie
Er is onderzoek gedaan naar het verschil in empathisch vermogen van de twee seksen. Volgens een Spaans onderzoek onder pubers bleek dat meisjes over het algemeen veel grotere affectieve empathie hebben dan jongens en een iets grotere cognitieve empathie. Het verschil in empathisch vermogen bleek met leeftijd toe te nemen. Op beide soorten bleken vrouwen ook in tests beter te scoren dan mannen, al suggereren onderzoeken dat het veronderstelde verschil tussen mannen en vrouwen komt omdat mannen door maatschappelijke normen minder snel geneigd zijn emoties te tonen.
Uit onderzoek bleek daarnaast dat er ook een verschil is in de empathie die ontvangen wordt: vrouwen krijgen, zowel van andere vrouwen als van mannen, meer empathie. Dit zou komen omdat aan vrouwen vaker positieve eigenschappen worden toegeschreven, in het Engels het 'women are wonderful-effect' genoemd, en omdat gevoelszaken bij mannen minder snel serieus genomen worden.

### Empathie en autisme
Uit onderzoek blijkt dat niet alle mensen in staat zijn om de emoties van anderen te bemerken op eenzelfde niveau. Zo werd autisme vaak gekarakteriseerd door een verminderd vermogen tot empathie voor een andere persoon. Er is nog veel meer onderzoek nodig om te concluderen wat er anders gaat in de informatieverwerking op het vlak van empathie. Hierbij zouden spiegelneuronen een aantal aanwijzingen kunnen geven.
De mogelijke verschillen in de informatieverwerking op het vlak van empathie houden niet in dat mensen met autisme geen gevoelens voor anderen kunnen ontwikkelen.

### Empathie en schizofrenie
Een lage empathie lijkt mensen ook kwetsbaar te maken voor psychose en schizofrenie.

### Empathie en gedragsstoornissen
Een gebrek aan empathie kan samenhangen met de eigenschap alexithymie. Gebrek aan empathie zou ten slotte ook gelden voor mensen met een psychopathische stoornis. Deze zijn in veel gevallen in staat het zo te laten lijken alsof ze zich bewust zijn van de emoties van anderen, waarbij zij soms overtuigend zorg of vriendschap tonen. Zij kunnen deze vaardigheid gebruiken om te charmeren of om te manipuleren, maar deze personen missen de cruciale gevoelens van sympathie of compassie, waar empathie vaak toe leidt.

### Empathie en therapie
Empathie is een van de kerncondities van de hulpverlening.

## Empathie en simulatietheorie
Empathie is het vermogen zich in anderen te verplaatsen. Simulatietheorie gaat uit van de veronderstelling dat louter het waarnemen van gedrag en bijvoorbeeld de emotionele expressies van anderen, dezelfde mechanismen in de hersenen activeert die gebruikt worden om het eigen gedrag en emoties te produceren.
Volgens deze theorie is het vermogen zich in anderen te verplaatsen dus een uitvloeisel van perceptie van andermans gedrag en niet zozeer een specifiek invoelend vermogen. De ontdekking van spiegelneuronen in de hersenen kan gezien worden als een bevestiging van de simulatietheorie. Aanhangers van de simulatietheorie menen dat deze ook gebruikt kan worden om verschijnselen die vallen onder theory of mind te verklaren.

## Kritiek
Er is ook kritiek op de overwaardering die emotionele empathie ten deel valt. Een bekende criticus is Paul Bloom. Hij stelt onder andere dat empathie partijdig is, omdat we meer empathie ervaren met mensen die meer op ons lijken. Empathische mensen voelen sterk mee met wat een ander voelt. Dat is niet zonder meer een voordeel, want het kan die mensen ook emotioneel uitputten. Daardoor zijn ze minder goed in staat om de ander te helpen. Bij bepaalde beroepsgroepen, bijvoorbeeld artsen, is enige distantie juist wenselijk. Ook in het algemeen werkt het beter als een helper niet dezelfde paniek voelt als een slachtoffer.
Jordan, Amir en Bloom maken onderscheid tussen empathie en bezorgdheid (Engels: concern). Bezorgdheid blijkt een betere indicator van sociaal gedrag (Engels: pro social action) dan empathie, terwijl het een wijd verspreid idee is een grotere rol aan empathie toe te schrijven.

## Empathie bij dieren
Het herkennen van uitingen van angst, woede en pijn bij andere dieren lijkt vanuit evolutionair standpunt een belangrijke voorwaarde voor de aanpassing van een dier aan zijn omgeving en dus ook zijn overlevingskansen. Mensapen als chimpansees vertonen soms een sterke onderlinge competitie en ook gewelddadig gedrag, maar blijken ook gevoelig voor het leed van soortgenoten. Onderzoek naar mensapen als chimpansees suggereert dat ook bij dieren empathisch gedrag voorkomt in de vorm van elkaar troosten en herkenning van gelaatsexpressies Er werd ook een vorm van empathisch gedrag bij ratten vastgesteld. Ook zelfherkenning van dieren in de spiegelproef wordt gezien als een teken van inlevingsvermogen bij dieren. Olifanten komen vaak terug op de plek waar een familielid is gestorven. Zij herkennen hun familieleden door de geur die dezen bezitten en kunnen elkaar ruiken tot op een afstand van vijf kilometer.

## Empathie binnen het onderwijs

### Het belang van empathie binnen het onderwijs
In een onderzoek van Janssens en Dekeyser uit 2023 wordt gesteld dat de emotionele competentie van kinderen belangrijk is voor de ontwikkeling op sociaal, persoonlijk en schools vlak. Hierdoor is het belangrijk te focussen op emotiesocialisatie binnen de opvoeding van de kinderen. Deze ontwikkeling kan deels plaatsvinden op school. Vanuit pedagogisch perspectief is het belangrijk te streven naar het ontwikkelen van empathie bij leerlingen en het integreren van empathische praktijken in het onderwijsproces. Dit omvat het vermogen om zich in te leven in de gevoelens, ervaringen en perspectieven van anderen. Hiertoe behoort alsook het tonen van begrip, compassie en respect voor diversiteit. Empathie binnen het onderwijs kan daarom gezien worden als een waardevol element dat niet enkel het individuele welzijn van leerlingen bevordert, maar ook bijdraagt aan een school waarin elke leerling en leerkracht zich thuis voelt. Het draagt ook bij aan een inclusieve en diverse samenleving. 

#### Concrete toepassingen van empathie binnen het onderwijs
- Interpersoonlijke relaties: Door empathie te cultiveren, leren leerlingen om respectvolle en empathische relaties op te bouwen met hun medeleerlingen en leerkrachten.
- Conflictresolutie: Empathie stelt leerlingen in staat om conflicten op een constructieve manier op te lossen door de standpunten en gevoelens van anderen te begrijpen en respecteren.
- Interculturele Competentie: Empathisch onderwijs helpt bij het ontwikkelen van interculturele competentie door studenten in staat te stellen zich in te leven in de ervaringen en perspectieven van mensen uit verschillende culturen en achtergronden, wat essentieel is voor effectieve communicatie en samenwerking in een diverse samenleving.

### Empathie en kansengelijkheid
Het vermogen om zich in te leven in de gevoelens, gedachten en ervaringen van anderen stelt leerkrachten en medeleerlingen in staat om verschillenden achtergronden, perspectieven en levensomstandigheden beter te begrijpen. Het tonen van empathie kan hierdoor leiden tot een meer ondersteunende en inclusieve leeromgeving waarin alle leerlingen zich gezien, gehoord en gewaardeerd voelen, ongeacht hun achtergrond om omstandigheden. wat leidt tot gelijkere kansen en een meer optimale ontwikkeling.
Empathie stelt leerkrachten in staat om structurele en sociale obstakels te herkennen die leerlingen kunnen belemmeren binnen hun schoolse en emotionele ontwikkeling en deze vervolgens actief aan te pakken. Differentiatie, individuele begeleiding en het bieden van een veilige omgeving waar ruimte is voor dialoog en expressie is belangrijk om deze obstakels te kunnen overwinnen. Op deze manier worden ongelijkheden vereffend en kunnen alle leerlingen de kans krijgen om hun volledig potentieel te kunnen bereiken.